# Lysipomia cuspidata
Lysipomia cuspidata är en klockväxtart som beskrevs av Mcvaugh. Lysipomia cuspidata ingår i släktet Lysipomia och familjen klockväxter. IUCN kategoriserar arten globalt som starkt hotad.
Artens utbredningsområde är Ecuador. Inga underarter finns listade i Catalogue of Life.